# William Benham
Sir William Blaxland Benham (Isleworth, Inglaterra; 29 de marzo de 1860-Dunedin, Nueva Zelanda; 21 de agosto de 1950) fue un zoólogo neozelandés.

## Biografía
Nació en Isleworth, Middlesex, Inglaterra, el 29 de marzo de 1860. Estudió en el Marlborough College y la Universidad de Londres e impartió clases en el Bedford College de Londres (ahora parte de Royal Holloway) antes de mudarse a Nueva Zelanda en 1898. Fue miembro de la expedición Científica a las Islas Subantárticas de 1907. De 1905 a 1911 fue gobernador en Consejo de la Junta de Gobernadores del Instituto de Nueva Zelanda. Benham fue profesor de biología en la Universidad de Otago desde 1898 hasta que se jubiló y se le otorgó el título de profesor emérito en 1937, en este mismo año, fue galardonado con la medalla de la Coronación del Rey Jorge VI y nombrado Caballero Comendador de la Orden del Imperio Británico. Ganó la medalla Hutton del Instituto de Nueva Zelanda en 1911 y la medalla Héctor en 1935. En 1942 la Universidad de Nueva Zelanda le otorgó un doctorado honorario en Ciencias. Murió en Dunedin el 21 de agosto de 1950 y sus cenizas fueron enterradas en el cementerio Norte de Dunedin.